# Sabrina Ferilli
Sabrina Ferilli, född 28 juni 1964 i Rom, är en italiensk skådespelare. Hon har tilldelats flera priser i sitt hemland, inklusive fem Nastro d'Argento , en Globo d'Oro och fyra Ciak d'Oro. Hon medverkade i Den stora skönheten (2013) av Paolo Sorrentino; filmen fick en Oscar för bästa icke-engelskspråkiga film film 2014.

## Filmografi i urval
- 1986: Caramelle da uno sconosciuto
- 1986: Portami la luna
- 1987: Il Volpone
- 1987: Vagabunden wie wir (I picari)
- 1987: Rimini Rimini
- 1989: Night Club
- 1990: La strada di Ball
- 1990: Der rote Amerikaner (Americano Rosso)
- 1990: Piccoli omicidi senza parole
- 1991: Centro storico
- 1991: Un giorno di festa
- 1992: Vietato ai minori
- 1993: Diario di un vizio
- 1993: Il giudice ragazzino
- 1993: Anche i commercialisti hanno un'anima
- 1993: Zwei Brüder in einem Boot (Una storia italiana)
- 1994: La bella vita
- 1995: Vite strozzate
- 1995: Ferie d'agosto
- 1996: Arance amare
- 1996: Ritorno a casa Gori
- 1997: Gambling with Love – Spiel mit der Liebe (Il signor Quindicipalle)
- 1998: Tu ridi
- 1998: I fobici
- 2000: A ruota libera
- 2000: (Le ali della vita)
- 2000: Le Giraffe
- 2002: Lives of the Saints
- 2003: L'acqua … Il fuoco
- 2004: Christmas In Love
- 2005:  Dalida
- 2006: Natale a New York
- 2008: Tutta la vita davanti
- 2011: Natale a Cortina
- 2013: Den stora skönheten